# A1 Team África do Sul
A A1 Team África do Sul foi uma equipe de automobilismo criada pelo sul-africano Tokyo Sexwale, que representou a África do Sul na A1 Grand Prix. Existiu entre 2005 e 2009, conquistando 3 vitórias.

## História

### Temporada de 2005–06

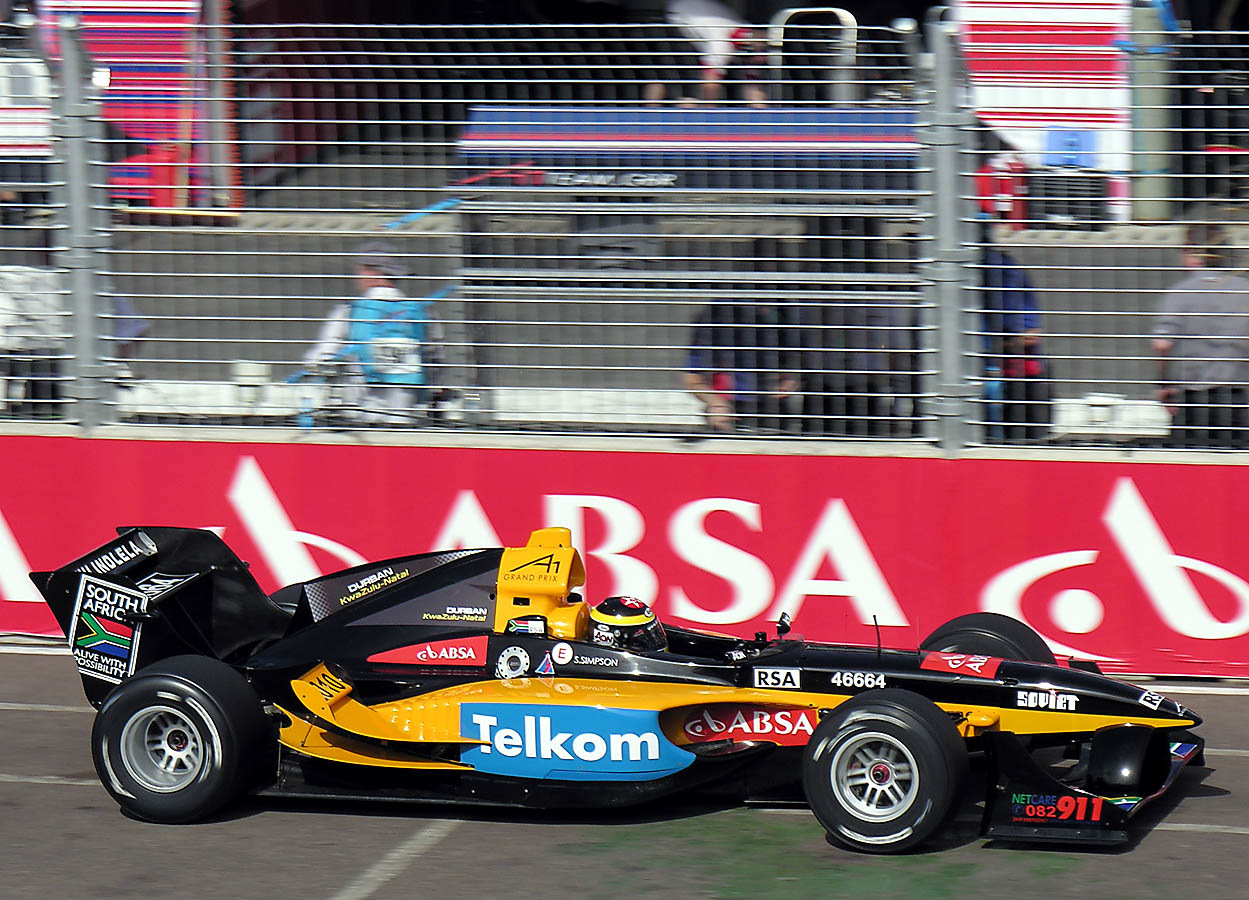
Stephen Simpson em 2006

Foi a primeira temporada da equipe. Teve Stephen Simpson e Tomas Scheckter como pilotos, além da espanhola BCN Competicion como equipe-base. O time conquistou seu primeiro pódio com Stephen Simpson, ao chegar em 3º lugar em Dubai. O time terminou na 17ª posição, com 20 pontos.

### Temporada de 2006–07
Para sua segunda temporada, a equipe efetuou a troca de sua equipe-base, sendo agora a francesa DAMS. Seus pilotos foram Adrian Zaugg, Stephen Simpson e Alan van der Merwe. O time conquistou sua primeira vitória na categoria com Adrian Zaugg, fazendo um hat-trick em Zandvoort, além de um 3º lugar no México e uma pole position. Ao final da competição, terminou em 14º colocado com 24 pontos.

### Temporada de 2007–08

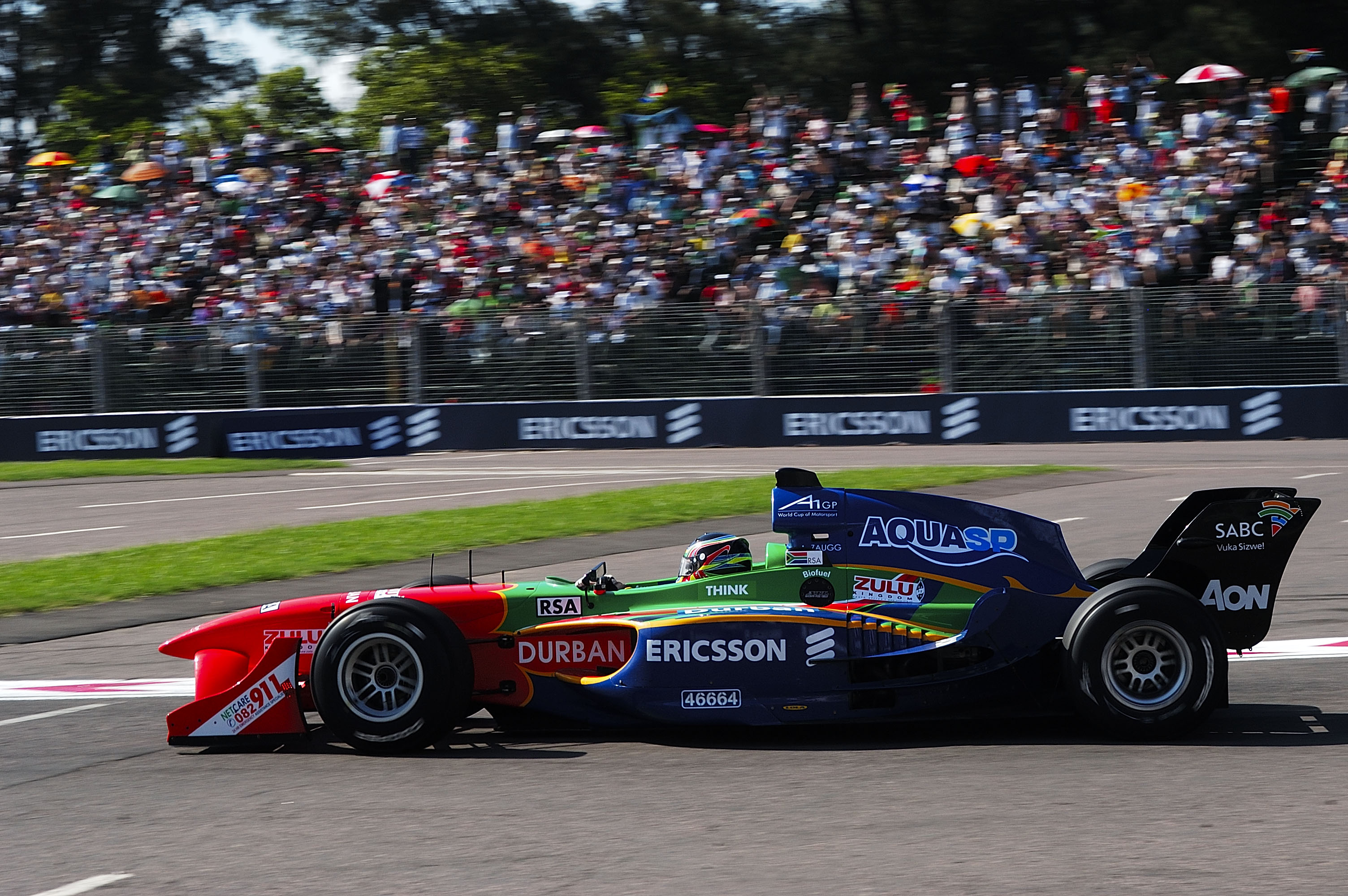
Adrian Zaugg em 2008

Foi a melhor temporada da equipe na competição. Teve Adrian Zaugg como único piloto, conquistando duas vitórias, uma em Zandvoort, na qual fez um grand chelem, e outra na Austrália, além de dois pódios e quatro pole positions. O time terminou na 5ª posição, com 96 pontos.

### Temporada de 2008–09
Em sua última temporada, com os pilotos Adrian Zaugg e Alan van der Merwe, não obteve resultados muito expressivos. As melhores colocações da equipe foram conquistadas por Adrian Zaugg, com dois 5º lugares em Chengdu e Sepang. A equipe terminou na 14ª posição, com 19 pontos.

## Resultados
(key), spr indica a Corrida Sprint, fea indica a Corrida Principal.
| Ano     | Equipe-base     | Chassis, Motor e Pneus     | Pilotos            | 1       | 2       | 3       | 4       | 5       | 6       | 7       | 8       | 9       | 10      | 11      | 12      | 13      | 14      | 15      | 16      | 17      | 18      | 19      | 20      | 21      | 22      | Pontos | Posição |
| ------- | --------------- | -------------------------- | ------------------ | ------- | ------- | ------- | ------- | ------- | ------- | ------- | ------- | ------- | ------- | ------- | ------- | ------- | ------- | ------- | ------- | ------- | ------- | ------- | ------- | ------- | ------- | ------ | ------- |
| 2005-06 | BCN Competicion | Lola, Zytek, Cooper Avon   |                    | GBR spr | GBR fea | GER spr | GER fea | POR spr | POR fea | AUS spr | AUS fea | MAS spr | MAS fea | UAE spr | UAE fea | RSA spr | RSA fea | IDN spr | IDN fea | MEX spr | MEX fea | USA spr | USA fea | CHN spr | CHN fea | 20     | 17º     |
| 2005-06 | BCN Competicion | Lola, Zytek, Cooper Avon   | Stephen Simpson    | 24      | 6       |         |         |         |         | Ret     | Ret     | Ret     | 12      | 12      | 3       | Ret     | 5       | Ret     | 11      | Ret     | 18      | 11      | Ret     | 11      | 14      | 20     | 17º     |
| 2005-06 | BCN Competicion | Lola, Zytek, Cooper Avon   | Tomas Scheckter    |         |         | 12      | Ret     | 10      | Ret     |         |         |         |         |         |         |         |         |         |         |         |         |         |         |         |         | 20     | 17º     |
| 2006-07 | DAMS            | Lola Zytek Cooper Avon     |                    | NED spr | NED fea | CZE spr | CZE fea | BEI spr | BEI fea | MAS spr | MAS fea | IDN spr | IDN fea | NZL spr | NZL fea | AUS spr | AUS fea | RSA spr | RSA fea | MEX spr | MEX fea | SHA spr | SHA fea | GBR spr | GBR fea | 24     | 14º     |
| 2006-07 | DAMS            | Lola Zytek Cooper Avon     | Adrian Zaugg       | 1       | Ret     |         |         | Ret     | 5       | 13      | 12      |         |         |         |         |         |         | 7       | Ret     | 4       | 3       |         |         | 15      | Ret     | 24     | 14º     |
| 2006-07 | DAMS            | Lola Zytek Cooper Avon     | Stephen Simpson    |         |         | Ret     | 11      |         |         |         |         |         |         |         |         |         |         |         |         |         |         |         |         |         |         | 24     | 14º     |
| 2006-07 | DAMS            | Lola Zytek Cooper Avon     | Alan van der Merwe |         |         |         |         |         |         |         |         | 9       | Ret     | 7       | 6       | 16      | Ret     |         |         |         |         | 8       | 12      |         |         | 24     | 14º     |
| 2007-08 | DAMS            | Lola Zytek Cooper Avon     |                    | NED spr | NED fea | CZE spr | CZE fea | MAS spr | MAS fea | ZHU spr | ZHU fea | NZL spr | NZL fea | AUS spr | AUS fea | RSA spr | RSA fea | MEX spr | MEX fea | SHA spr | SHA fea | GBR spr | GBR fea |         |         | 96     | 5º      |
| 2007-08 | DAMS            | Lola Zytek Cooper Avon     | Adrian Zaugg       | 1       | 2       | 4       | 16      | 10      | Ret     | Ret     | 3       | 4       | 7       | 7       | 1       | 13      | 7       | Ret     | 6       | 7       | 16      | 7       | 11      |         |         | 96     | 5º      |
| 2008-09 | DAMS            | Ferrari, Ferrari, Michelin |                    | NED     | NED     | CHN     | CHN     | MAS     | MAS     | NZL     | NZL     | RSA     | RSA     | POR     | POR     | GBR     | GBR     |         |         |         |         |         |         |         |         | 19     | 14º     |
| 2008-09 | DAMS            | Ferrari, Ferrari, Michelin | spr                | fea     | spr     | fea     | spr     | fea     | spr     | fea     | spr     | fea     | spr     | fea     | spr     | fea     |         |         |         |         |         |         |         |         |         | 19     | 14º     |
| 2008-09 | DAMS            | Ferrari, Ferrari, Michelin | Adrian Zaugg       | 6       | Ret     | 5       | 9       | 9       | 5       | 10      | 9       | 7       | Ret     | 17      | Ret     |         |         |         |         |         |         |         |         |         |         | 19     | 14º     |
| 2008-09 | DAMS            | Ferrari, Ferrari, Michelin | Alan van der Merwe |         |         |         |         |         |         |         |         |         |         |         |         | 15      | 11      |         |         |         |         |         |         |         |         | 19     | 14º     |